# Rana jiemuxiensis
Espèce
Rana jiemuxiensis est une espèce d'amphibiens de la famille des Ranidae.

## Répartition
Cette espèce est endémique du Hunan en République populaire de Chine.

## Description
Rana jiemuxiensis mesure de 34 à 54 mm. Son dos est gris brun avec des taches éparses noires. Sa face ventrale est blanchâtre marbrée de noir.
La saison de reproduction s'étend de février à mars avec un pic début mars. Cette période varie selon les précipitations et les activités agraires. Les reproducteurs se regroupent près des rizières que l'eau est venue inonder. Les œufs sont pondus par masse de 200 à 1 500 et la métamorphose a lieu environ deux mois plus tard.

## Étymologie
Son nom d'espèce, composé de jiemuxi et du suffixe latin -ensis, « qui vit dans, qui habite », lui a été donné en référence au lieu de sa découverte, le Jiemuxi National Nature Reserve dans l'ouest du Hunan.

## Publication originale
- Yan, Jiang, Chen, Fang, Jin, Li, Wang, Murphy, Che & Zhang, 2011 : Matrilineal history of the Rana longicrus species group (Rana, Ranidae, Anura) and the description of a new species from Hunan, southern China. Asian Herpetological Research, vol. 2, no 2, p. 61-71 (texte intégral).